# Akita (thành phố)
Thành phố Akita (kanji: 秋田市, kana: あきたし, Akita-shi, Hán Việt: Thu Điền thị) là tỉnh lị của tỉnh Akita ở vùng Tohoku trên đảo Honshu của Nhật Bản.

## Khái quát
Thành phố có diện tích là 905,67 km², dân số là 323.996 người (ngày ngày 1 tháng 4 năm 2010), mật độ dân số là 358 người/km². Chảy qua thành phố có các sông Omono, Asahi, và Iwami.
Trên địa bàn thành phố Akita có các cơ sở lọc dầu, chế biến gỗ, gia công kim loại, dệt lụa.

## Lịch sử
Thời Edo, vùng đất là thành phố Akita hiện nay là lãnh địa của các daimyō Ashina và Satake. Thành thị Kubota được xây dựng ở đây từ năm 1604.
Năm 1889 (năm Meiji thứ 22), Akita được thành lập và được hiện đại hóa.
Trong thời kì Chiến tranh thế giới II, ngày 14 tháng 8 năm 1945, thành phố Akita bị không quân Mĩ tàn phá nặng nề. 134 lượt máy bay B-29 đã oanh tạc thành phố từ nửa đêm tới tận sáng. 137 người đã bị giết chết.
Năm 1997, thành phố được công nhận là một đô thị trung tâm vùng. Tháng 1 năm 2005, hai thị trấn là Kawabe và Yuwa được nhập vào thành phố, khiến cho thành phố Akita trở thành đô thị trung tâm lớn nhất của vùng Tohoku.

## Thành phố kết nghĩa

### Quốc tế
- 5 tháng 8 năm 1982: Lan Châu, Trung Quốc
- 8 tháng 8 năm 1984: Passau, Đức
- 22 tháng 1 năm 1992: Kenai, Alaska, Hoa Kỳ
- 1993: St. Cloud, Minnesota, Hoa Kỳ (với Yūwa, Akita, trong đó sáp nhập vào Akita)
- 29 tháng 6 năm 1992: Vladivostok, Nga

### Trong nước
- Hitachiōta, Ibaraki
- Daigo, quận Kuji, Ibaraki